# Works Volume II
Pour les articles homonymes, voir Works.
Albums de Emerson, Lake and Palmer
Works Volume I
(1977) Love Beach
(1978)
Singles
1. I Believe in Father Christmas/Humbug
Sortie : novembre 1975
2. Tiger in a Spotlight/So Far to Fall
Sortie : 1977

Works Volume II est le 6e album studio du groupe Emerson, Lake and Palmer, sorti en 1977.

## Le disque
En dépit de son titre, il ne fait pas vraiment suite à Works Volume I, contenant essentiellement des enregistrements laissés de côté sur les précédents albums du groupe Brain Salad Surgery et Works Volume I. 
Comme les trois pièces When the Apple Blossoms Bloom in the Windmills of Your Mind I'll Be Your Valentine, Tiger In A Spotlight et Brain Salad Surgery avaient été enregistrées à l'époque des sessions pour l'album Brain Salad Surgery mais, n'ayant pas trouvé place faute d'espace, étaient plutôt parues en singles. 
Pour la pièce Bullfrog, Carl Palmer reçoit un coup de pouce de Ron Aspery (de) et Colin Hodgkinson, respectivement bassiste et saxophoniste du trio Back Door (en). Ce groupe a accompagné ELP en tournée pour l'album Brain Salad Surgery, puis Palmer produisit leur 4e album Activate (en) parut en 1976. Cette pièce Bullfrog est d'ailleurs créditée Ron Aspery, Colin Hodgkinson, Carl Palmer. 
La chanson de Greg Lake, I Believe in Father Christmas, sort en 1975 en single avec orchestre et chœurs, alors que la version offerte ici apparaît dans une forme plus modeste et sans orchestration.

## Liste des pistes

### Face A
| No | Titre                                                                              | Auteur                                                     | Durée |
| -- | ---------------------------------------------------------------------------------- | ---------------------------------------------------------- | ----- |
| 1. | Tiger in a Spotlight                                                               | - Keith Emerson - Greg Lake - Carl Palmer - Peter Sinfield | 4:32  |
| 2. | When the Apple Blossoms Bloom in the Windmills of Your Mind I'll Be Your Valentine | - Keith Emerson - Greg Lake - Carl Palmer                  | 3:56  |
| 3. | Bullfrog                                                                           | - Ron Aspery (de) - Colin Hodgkinson - Carl Palmer         | 3:49  |
| 4. | Brain Salad Surgery                                                                | - Keith Emerson - Greg Lake - Peter Sinfield               | 3:07  |
| 5. | Barrelhouse Shake-Down                                                             | Keith Emerson                                              | 3:37  |
| 6. | Watching Over You                                                                  | - Greg Lake - Peter Sinfield                               | 3:54  |

### Face B
| No | Titre                         | Auteur                                           | Arrangement                                              | Durée |
| -- | ----------------------------- | ------------------------------------------------ | -------------------------------------------------------- | ----- |
| 1. | So Far to Fall                | - Keith Emerson - Greg Lake - Peter Sinfield     |                                                          | 4:55  |
| 2. | Maple Leaf Rag (Odeon Rag)    | Scott Joplin                                     | Keith Emerson avec l'Orchestre philharmonique de Londres | 2:00  |
| 3. | I Believe in Father Christmas | - Greg Lake - Peter Sinfield - Sergueï Prokofiev |                                                          | 3:17  |
| 4. | Close But Not Touching        | Carl Palmer                                      |                                                          | 3:18  |
| 5. | Honky Tonk Train Blues        | Meade Lux Lewis                                  |                                                          | 3:09  |
| 6. | Show Me the Way to Go Home    | Irving King - Ivor King (en)                     |                                                          | 3:30  |

## Singles
- 1977 Watching over You / Hallowed Be Thy Name -  Paru en Grande Bretagne ;
- 1977 Tiger in a Spotlight / So far to fall -  Paru en Allemagne ;
- 1977 Maple Leaf Rag / The Sheriff ;
- 1978 Watching Over You / Hallowed Be Thy Name.

## Musiciens
- Keith Emerson - orgues, pianos, synthétiseurs
- Greg Lake - guitares, basse, chant
- Carl Palmer - batterie, percussions

### Musiciens Invité
- Ron Aspery (de) - saxophone sur Bullfrog
- Colin Hodgkinson - basse sur Bullfrog
- Graham Smith - harmonica sur Watching Over You